# 奥拉维·曼诺宁
奥拉维·曼诺宁（芬蘭語：Olavi Mannonen，1930年3月7日—2019年3月17日），芬兰男子现代五项运动员。他曾代表芬兰参加1952年和1956年夏季奥林匹克运动会现代五项比赛，共获得一枚银牌和二枚铜牌。